# Parafia Miłosierdzia Bożego we Wrocławiu (Gądów Mały)
Parafia Miłosierdzia Bożego we Wrocławiu znajduje się w dekanacie Wrocław zachód I (Kozanów) w archidiecezji wrocławskiej. Jej proboszczem jest ksiądz dr Stanisław Jóźwiak. Obsługiwana przez księży archidiecezjalnych. Erygowana w 1993. Mieści się przy ulicy Bajana 47a i obejmuje ulice: Bajana, Bystrzycka (nr 91-105), Hynka (nr 2-12), Idzikowskiego, Metalowców, Samolotowa, Skrzydlata, Sterowcowa, Szybowcowa (nr 46-64), Tańskiego - łącznie ponad 7 tysięcy wiernych. Od 2011 roku jest wydawany tygodnik parafialny "Głos Miłosierdzia".

## Proboszczowie
W latach 1993–2012 proboszczem parafii był ks. kanonik dr Leszek Jabłoński, który zmarł nagle 23 kwietnia 2012. Z dniem 7 maja 2012 r. proboszczem ustanowiony został ks. prałat Mirosław Wójtewicz. Od 28 czerwca 2014 r. proboszczem parafii jest ksiądz dr Stanisław Jóźwiak.

## Obiekty sakralne
W parafii pw. Miłosierdzia Bożego znajdują się dwa obiekty sakralne:
- Kaplica z plebanią (wybudowana w 1993 roku)
- Kościół pw. Miłosierdzia Bożego. 6 maja 2006 została w nim odprawiona pierwsza Msza święta, a kościół został poświęcony przez arcybiskupa Mariana Gołębiewskiego w Niedzielę Miłosierdzia Bożego, 19 kwietnia 2009 roku.